# Aigalaias
Eygalayes és un municipi francès situat al departament de la Droma i a la regió d'Alvèrnia-Roine-Alps. L'any 2007 tenia 70 habitants.

## Demografia

### Població
El 2007 la població de fet d'Eygalayes era de 70 persones. Hi havia 32 famílies de les quals 8 eren unipersonals (4 homes vivint sols i 4 dones vivint soles), 8 parelles sense fills, 8 parelles amb fills i 8 famílies monoparentals amb fills.
La població ha evolucionat segons el següent gràfic:
Habitants censats

### Habitatges
El 2007 hi havia 90 habitatges, 30 eren l'habitatge principal de la família, 59 eren segones residències i 1 estava desocupat. 83 eren cases i 4 eren apartaments. Dels 30 habitatges principals, 22 estaven ocupats pels seus propietaris, 4 estaven llogats i ocupats pels llogaters i 4 estaven cedits a títol gratuït; 1 tenia dues cambres, 10 en tenien tres, 7 en tenien quatre i 12 en tenien cinc o més. 26 habitatges disposaven pel capbaix d'una plaça de pàrquing. A 16 habitatges hi havia un automòbil i a 10 n'hi havia dos o més.

### Piràmide de població
La piràmide de població per edats i sexe el 2009 era:
| Homes | Edats   | Dones |
| ----- | ------- | ----- |
| 0     | 95 o +  | 0     |
| 0     | 90 a 94 | 0     |
| 4     | 85 a 89 | 0     |
| 0     | 80 a 84 | 0     |
| 0     | 75 a 79 | 0     |
| 4     | 70 a 74 | 8     |
| 0     | 65 a 69 | 4     |
| 4     | 60 a 64 | 0     |
| 4     | 55 a 59 | 4     |
| 8     | 50 a 54 | 0     |
| 8     | 45 a 49 | 0     |
| 0     | 40 a 44 | 12    |
| 0     | 35 a 39 | 0     |
| 0     | 30 a 34 | 0     |
| 0     | 25 a 29 | 0     |
| 8     | 20 a 24 | 0     |
| 4     | 15 a 19 | 0     |
| 0     | 10 a 14 | 4     |
| 0     | 5 a 9   | 0     |
| 0     | 0 a 4   | 0     |

## Economia
El 2007 la població en edat de treballar era de 45 persones, 32 eren actives i 13 eren inactives. De les 32 persones actives 27 estaven ocupades (13 homes i 14 dones) i 5 estaven aturades (4 homes i 1 dona). De les 13 persones inactives 5 estaven jubilades, 5 estaven estudiant i 3 estaven classificades com a «altres inactius».
Activitats econòmiques
L'únic establiment que hi havia el 2007 era d'una empresa d'hostatgeria i restauració.
L'any 2000 a Eygalayes hi havia 9 explotacions agrícoles.

## Poblacions més properes
El següent diagrama mostra les poblacions més properes.